# Ozbrojené síly Evropské unie

Ozbrojené síly Evropské unie představují jednotlivé armády 27 členských států Evropské unie, protože oblast obrany zůstává i nadále doménou národních států. Evropská integrace byla nicméně v posledních letech prohloubena i v této oblasti v rámci Společné bezpečnostní a obranné politiky (Common Security and Defence Policy, CSDP), která spadá pod Společnou zahraniční a bezpečnostní politiku (Common Foreign and Security Policy, CFSP). Dalším prvkem bylo vytvoření samostatných mezinárodních sil zaměřených na obranu EU. V poslední době byla též spuštěna řada vojenských operací CSDP. Hlavní vojenskou aliancí v Evropě zůstává NATO, jehož členy je 21 států EU a další evropské země mimo EU.
Několik vlivných činitelů, například bývalý francouzský prezident Nicolas Sarkozy, německá kancléřka Angela Merkelová, italský ministr zahraničních věcí Franco Frattini či bývalý belgický prémiér Guy Verhofstadt, vyjádřilo podporu společné obraně Unie. Tento záměr, vyžadující jednomyslnou podporu napříč členskými státy, byl formálně zakotven v Článku 42 Smlouvy o Evropské unii po vstupu Lisabonské smlouvy v platnost dne 1. prosince 2009. Lisabonská smlouva dále rozšířila princip “posílené spolupráce” za účelem aplikace na oblast obrany. Tento mechanismus umožňuje menšímu počtu členských států, aby prohloubily evropskou integraci v institucionálním rámci EU, a to bez nutnosti zapojení ostatních členských států.